# Living the Dream
Living The Dream es el cuarto álbum de estudio de Slash, guitarrista de Guns N' Roses. El álbum cuenta con la participación de Myles Kennedy y The Conspirators. Producido por Michael Baskette, fue lanzado el 21 de septiembre de 2018.

## Lista de canciones
| N.º | Título                       | Escritor(es)         | Duración |  |
| 1.  | «The Call of the Wild»       | Slash, Myles Kennedy | 3:59     |  |
| 2.  | «Serve You Right»            | Slash, Myles Kennedy | 5:12     |  |
| 3.  | «My Antidote»                | Slash, Myles Kennedy | 4:17     |  |
| 4.  | «Mind Your Manners»          | Slash, Myles Kennedy | 3:38     |  |
| 5.  | «Lost Inside The Girl»       | Slash, Myles Kennedy | 6:30     |  |
| 6.  | «Read Between The Lines»     | Slash, Myles Kennedy | 3:37     |  |
| 7.  | «Slow Grind»                 | Slash, Myles Kennedy | 3:35     |  |
| 8.  | «The One You Loved Is Gone»  | Slash, Myles Kennedy | 4:50     |  |
| 9.  | «Driving Rain»               | Slash, Myles Kennedy | 4:10     |  |
| 10. | «Sugar Cane»                 | Slash, Myles Kennedy | 3:09     |  |
| 11. | «The Great Pretender»        | Slash, Myles Kennedy | 5:25     |  |
| 12. | «Boulevard of Broken Hearts» | Slash, Myles Kennedy | 4:06     |  |